# Scopula sapor
Scopula sapor là một loài bướm đêm trong họ Geometridae.